# Ushuaia (K3-album)
Ushuaia is het vijftiende studioalbum van K3 en het tweede met werk van Klaasje Meijer, Hanne Verbruggen en Marthe De Pillecyn.
Het album bevat twaalf oude K3-hits en twaalf nieuwe liedjes. Tot de nieuwe liedjes behoren onder andere de titeltrack, die in juni 2016 al als eerste single werd uitgebracht, en Iedereen K3, een langere versie van de begintitels van het gelijknamige televisieprogramma.
De foto van het album zorgde nog voor het verschijnen van het album voor heel wat persaandacht. In de eerste foto's die verschenen werd het gezicht van Marthe De Pillecyn zwaar gewijzigd middels fotoshoppen. Studio 100 gaf aan dat de eerste versies een voorlopige foto bevatten en onder tijdsdruk tot stand gekomen zouden zijn. De definitieve foto was veel natuurgetrouwer.

## Tracklist
| 1.                 | Ushuaia               | 3:41 |
| 2.                 | Love Boat Baby        | 3:01 |
| 3.                 | De aarde beeft        | 2:55 |
| 4.                 | Aliyee                | 3:20 |
| 5.                 | Iedereen K3           | 3:23 |
| 6.                 | On va danser          | 3:15 |
| 7.                 | Play-o                | 2:54 |
| 8.                 | Boembiboem            | 3:08 |
| 9.                 | Choco choco           | 3:17 |
| 10.                | Popgroep              | 3:44 |
| 11.                | Helden en soldaten    | 3:23 |
| 12.                | Prinsesje en superman | 3:19 |
| Totale duur: 39:20 |                       |      |

| 1.                 | Liefdeskapitein          | 3:34 |
| 2.                 | Hallo K3                 | 2:46 |
| 3.                 | I love you baby          | 3:41 |
| 4.                 | Waar zijn die engeltjes? | 3:30 |
| 5.                 | Je hebt een vriend       | 3:14 |
| 6.                 | Loko le                  | 3:29 |
| 7.                 | De 3 biggetjes           | 3:23 |
| 8.                 | Drums gaan boem          | 3:06 |
| 9.                 | De politie               | 3:21 |
| 10.                | Hippie shake             | 2:32 |
| 11.                | Lollypopland             | 3:48 |
| 12.                | De wereld van K3         | 3:07 |
| Totale duur: 39:31 |                          |      |